# Дванаеста херцеговачка бригада НОВЈ
Дванаеста херцеговачка ударна бригада  формирана је 22. новембра 1943. године од Треће групе батаљона Десете херцеговачке ударне бригаде (3 батаљона,око 500 бораца). До половине јануара 1944. дејствовала је под називом Трећа херцеговачка ударна бригада. Од формирања до краја рата била је у саставу 29. херцеговачке дивизије.

## Борбени пут бригаде
Крајем новембра у рејону северно од Билеће бранила је ослобођену територију, спречавајући на правцу Билећа-Гацко подилажење немачке ојачане 7. СС дивизије "Принц Еуген" полазним положајима за операцију Кугелблиц. Разбивши узастопно више одвојених четничких колона из састава 13. СС пука (Борбена група „Петерсен”) и 159. пук 181. пешадијске дивизије (Борбена група „Хеш”), бригада је 26. новембра постигла најзначајнији успех, уништивши у Тусоховом долу батерију ракетних минобацача 13. СС ловачког пука. У другој половини децембра развила је у Дабарском пољу Столачку четничку бригаду и 22. децембра ослободила Љубиње, а 28/29. децембра учествовала у нападу на Билећу.
Крајем јануара 1944. у борбама код села Степена поновно је нанела тешке губитке немачкој 7. СС дивизији „Принц Еуген”. У периоду фебруар-мај 1944. садејствовала је Приморској оперативној групи и истакла се у ослобађању и одбрани територије села Вилуси, Ластва, Зупци, а 1. јуна извршила је напад на четнички гарнизон у Билећи. Током операције Зоненштих (13-31. јула 1944) успешним маневром у позадину ојачане 369. дивизије (око 10.000 војника) заједно са Тринаестом херцеговачком бригадом у леђа главне колоне, сломила је напад непријатеља, при чему су била разбијена три немачка батаљона. За време Дурмиторске операције, августа 1944, успешно је одбијала делове немачке 369. дивизије са правца Невесиња, а у септембру на истом правцу делове Прве групе четничких јуришних корпуса, после чега 15. септембра, заузима Кифино Село и Братач. Од 27. септембра до 3. октобра са Десетом херцеговачком беигадом коначно је ослободила Билећу, а потом и Дубровник 16-19. октобра, Метковић, Габелу, Чапљину 27. октобра, а 30. октобра и 1. новембра заједно са Западнохерцеговачким НОП одредом Љубушки и Читлук.
До краја јануара 1945. водила је борбе јужно од Мостара и код Невесиња, а почетком фебруара у оквиру Мостарске операције форсирала је Неретву и поновно ослободила Чапљину 3. фебруара, Љубушки 4. фебруара (са Четвртом далматинском бригадом) и Читлук. Почетком априла 1945. бригада је ушла у састав Босанско-херцеговачке дивизије Корпуса народне одбране Југославије и вратила се у Мостар са задатком чишћења ослобођене Херцеговине од остатака усташких и четничких група, посебно на просторији Бјелимићи, Зеленгора.
Одликована је Орденом зуаслуга за народ и Орденом братства и јединства.